# 富士珈機
株式会社富士珈機（ふじこうき、英:Fuji Kouki Co.,Ltd）は、大阪市浪速区に本社を置くコーヒー機器メーカー。
「FUJI ROYAL（フジローヤル）」のブランド名で、コーヒーロースター、ミル、その他周辺機器の製造・販売を行う。

## 沿革
- 1955年（昭和30年）- 富士珈機販売株式会社を設立。FUJI ROYALブランドが誕生
- 1965年（昭和40年）- 主力製品である電動ミル「R-440」の自社製造に成功
- 1967年（昭和42年）- 特約販売店「台湾豊潤有限公司」との取引が始まる（現・台湾総代理店）
- 1973年（昭和48年）- 東京営業所「東京ローヤルサービス」を神奈川県厚木市に設立
- 1985年（昭和60年）- 小型電動ミル「R-220」発売開始
- 2006年（平成18年）- 東京都中央区京橋に東京支店を開設。厚木の東京ローヤルサービスを統合
- 2007年（平成19年）- 株式会社富士珈機に社名変更
- 2008年（平成20年）- 大阪府泉北郡へ忠岡工場を設立
- 2009年（平成21年）- 約3年をかけ開発した小型ロースター「COFFEE DISCOVERY」販売開始。東京支店を京橋から足立区梅田へ移転
- 2010年（平成22年）- 完全熱風ロースター「REVOLUTION」の販売開始。韓国・ソウルに「FUJI ROYAL KOREA CO.,LTD」創業
- 2013年（平成25年）- 東京産機工業株式会社を100％子会社化
- 2016年（平成28年）- ネルドリップ抽出器具「ネルブリュワー NELCCO」（「珈琲美美」森光宗男マスター監修）販売開始
- 2018年（平成30年）- 大阪工場竣工
- 2020年（令和2年）- 北海道札幌市に札幌営業所を開設
- 2021年（令和3年）- 電気式ロースター「Cube e」発売

## 海外進出
海外への輸出も積極的に行っており、30年前から台湾・韓国への輸出に力を入れると共に、現在では台湾・韓国市場にて、コーヒー機械で80%のシェアも持っている。また2005年以降からは中国への輸出も大幅増になっている。
2007年7月から放映されている韓国文化放送（MBC）のドラマでユン・ウネ主演「コーヒープリンス1号店」内で使われている、赤のロースターはFUJIROYAL ブランドが使用されており、韓国国内での知名度が窺える。